# Richard Welch
Richard Skeffington Welch, född 12 december 1929, död 23 december 1975 i Aten, Grekland, var en amerikansk diplomat och agent. Han mördades av den marxistiska stadsgerillan Revolutionära organisationen 17 november, när han var stationerad som CIA:s stabschef i Aten.